# Point de vue du Magistère catholique sur l'esclavage
 (février 2019).
Le point de vue du Magistère catholique sur l'esclavage a évolué au cours des siècles et ce n'est que progressivement que la condamnation de l'esclavage est apparue dans le Magistère catholique et y a revêtu un caractère doctrinal. 
En 1435, Eugène IV publie l'encyclique Sicut dudum, condamnant l'esclavage des indigènes des îles Canaries,. En 1537, dans Veritas ipsa, le pape Paul III interdit l'esclavage des Amérindiens et de tout autre peuple qui viendrait à être découvert. La bulle In supremo apostolatus de Grégoire XVI en 1839, mais plus encore les années 1890 et les deux encycliques de Léon XIII, apportent des clarifications. 
A contrario, en 1454, le pape Nicolas V dans Romanus pontifex, à la suite de la prise de Constantinople par les Ottomans, autorise la mise en esclavage des infidèles afin de les employer comme rameurs sur les navires de guerre. En 1866, le pape Pie IX justifie certaines formes d'esclavage.
La condamnation solennelle par l'Église catholique intervient d'abord en 1965 dans la constitution pastorale Gaudium et Spes (publiée lors du concile Vatican II) avec un élargissement par une synthèse de plusieurs doctrines sur la dignité humaine et les atteintes aux droits de l'Homme, puis en 1992 par la repentance formelle du pape Jean-Paul II.

## Sources doctrinales

### Nouveau Testament
Les allusions à l’esclavage sont rares dans les évangiles canoniques. Le terme « esclave » (servus) ne se distingue pas de « serviteur » et indique simplement une position de subordination. Jésus invite celui qui veut être le premier parmi ses disciples à être « l’esclave de tous » (Mt 20,27). En revanche, la relation entre l’homme et Dieu n’est pas une relation d’esclavage, mais d’adoption filiale. La liberté des enfants de Dieu est soulignée.
Mais Paul de Tarse aborde largement ce sujet dans ses épîtres. Il déclare : « Vous tous qui avez été baptisés en Christ, vous avez revêtu Christ. Il n’y a plus ni Juif ni Grec, il n’y a plus ni esclave ni homme libre, il n’y a plus l’homme et la femme : car vous tous, vous êtes un dans le Christ Jésus. » Ce qui pourtant n'est certainement pas entendu au pied de la lettre, Paul prônant par ailleurs aux esclaves l’obéissance à leurs maîtres (Col 3,22-25). 

« Exhorte les esclaves à être soumis à leurs maîtres, à leur plaire en toutes choses, à n'être point contredisants (Tt 2,9) »

« Que tous ceux qui sont sous le joug de la servitude regardent leurs maîtres comme dignes de tout honneur, afin que le nom de Dieu et la doctrine ne soient pas blasphémés.(1Ti 6,1) »

« Esclaves, soyez soumis en toute crainte à vos maîtres, non seulement à ceux qui sont bons et doux, mais aussi à ceux qui sont d'un caractère difficile.(1P 2,18) »

L'Épître à Philémon est révélatrice. Onésime, esclave fugitif, s’est attaché à Paul, duquel il a reçu le baptême. Paul sait que, de par la loi, il doit rendre l’esclave à son maître, Philémon. C’est ce qu’il fait, mais à sa manière : « Je te le renvoie, celui qui est comme mon propre cœur (…) Peut-être Onésime n’a-t-il été séparé de toi pour un temps qu’afin de t’être rendu pour l’éternité, non plus comme un esclave mais comme bien mieux qu’un esclave, un frère bien-aimé » (Phm ,15-16). La lettre ne contient aucune recommandation explicite d'affranchissement. Par principe, l'Église accepte sans les approuver les gouvernements de fait, et n'incite que très rarement (si ce n'est jamais) à la révolte.
Le Nouveau Testament (dont les épîtres de Paul) ne contient pas de critique envers l’institution de l’esclavage, organisation sur laquelle repose le monde antique. L'égalité prêchée se situe sur un tout autre plan. Paul insiste avec passion sur l’égalité totale de tous dans leur relation avec Dieu. Le baptême en Jésus-Christ rend libre de manière radicale, même si le statut social ne change pas : « L’esclave qui a été appelé dans le Seigneur est un affranchi du Seigneur. De même celui qui a été appelé étant libre est un esclave du Christ » (1Co 7,22).

### Pères de l'Église
Certains des Pères de l'Église s'interrogent sur les causes de l'esclavage et y voient une conséquence des péchés des hommes. En particulier, pour Augustin d'Hippone, le fait que des hommes soient esclaves — y compris de leurs passions — est une conséquence du péché originel.

## Histoire
Le christianisme, toléré dans l'Empire romain à partir du IVe siècle, n'a pas interdit l'esclavage, mais celui-ci tendait[Quand ?] à disparaître peu à peu dans l'aire de la chrétienté occidentale.

### Documents de l'époque médiévale
Du Ve siècle jusqu'à la Renaissance, l'esclavage tend à disparaître en Occident. Phénomène social mineur pendant le Bas Moyen Âge, l'Église y porte relativement peu d'attention, et la réflexion doctrinale est portée sur d'autres sujets.

#### Les conciles mérovingiens et wisigoths
Les conciles nationaux des VIe et VIIe siècles légifèrent pour s'opposer au droit de vie ou de mort des maîtres sur leurs esclaves qui subsistait dans le droit germanique. L'Église accorde un droit d'asile à l'esclave en fuite qui n'est rendu à son maître que sur promesse de ne pas le tuer.
Ils ne s'attaquent pas à l'institution ni au droit de propriété ; l'Église possède d'ailleurs ses propres esclaves.
L'affranchissement est prôné comme un acte pieux.

#### Unum est
En 873 le pape Jean VIII écrit la lettre Unum est dans laquelle il enjoint aux princes de Sardaigne d'affranchir les esclaves vendus par les Grecs 

#### Sicut dudum(1435), condamnation de l'esclavage des indigènes des îles Canaries
Le pape Eugène IV publie le 13 janvier 1435 une courte encyclique sur le thème de l'esclavage, faisant ainsi pour la première fois de ce sujet un objet doctrinal. Sicut dudum fait état de dénonciations des mauvais traitements infligés aux indigènes des îles Canaries, et fustige le comportement de chrétiens qui ont capturé ces indigènes, les ont privés de leurs biens et soumis à l'esclavage, quand bien même ceux-ci ne sont pas baptisés. Eugène IV exhorte ensuite les princes d'Occident, nobles et soldats à renoncer à l'esclavage. Enfin, il exige la libération immédiate de tous les esclaves des îles Canaries sous peine d'excommunication,.

#### Dum DiversasetRomanus pontifex(1454), autorisation de l’esclavage des africains
Le 8 janvier 1454, le pape Nicolas V publie Romanus pontifex dans la continuité de Dum Diversas, textes souvent cités comme étant une reconnaissance officielle de l'esclavage. Cette interprétation est cependant à nuancer si l'on considère le contexte de l'essor de l'Empire ottoman, qui ferme aux chrétiens l'accès terrestre au Moyen-Orient et notamment à la Terre sainte,. En réponse à cela, le pape autorise Henri le Navigateur à soumettre les « sarrazins et autres infidèles ». Il s'agit donc de reprendre le dessus sur ceux-ci et de les réduire en esclavage. Dans ces documents, Nicolas V se félicite des progrès réalisés dans la découverte des terres africaines, notamment la Guinée, et des succès remportés contre les musulmans.

### Renaissance

#### Pastorale officium, Veritas ipsa, Sublimis Deus(1537), interdiction de l'esclavage des Indiens d'Amérique «et tous les autres peuples qui peuvent être plus tard découverts»
Le pape Paul III est au cœur du débat sur l'esclavage des Indiens d'Amérique au XVIe siècle. À la suite de la plainte de dominicains au sujet de colons espagnols qui avaient soumis les Indiens d'Amérique centrale, Paul III adresse le 29 mai 1537 au cardinal Juan de Tavera, archevêque de Tolède, un bref apostolique, Pastorale officium, soutenant Charles Quint dans sa démarche d'abolition de l'esclavage des indigènes.

« Il est parvenu à notre connaissance que pour faire reculer ceux qui, bouillonnant de cupidité, sont animés d'un esprit inhumain à l'égard du genre humain, l'empereur des Romains Charles a interdit par un édit public à tous ses sujets que qui que ce soit ait l'audace de réduire en esclavage les Indiens occidentaux ou ceux du Sud, ou de les priver de leurs biens.
Puisque Nous voulons que ces Indiens, même s'ils se trouvent en dehors du sein de l'Église, ne soient pas pour autant privés de leur liberté ou de la disposition de leurs biens, ou considérés comme devant l'être, du moment que ce sont des hommes et par conséquent capables de croire et de parvenir au salut, qu'ils ne soient pas détruits par l'esclavage mais invités à la vie par des prédications et par l'exemple, […] Nous demandons […] à ta prudence que tu […] interdises avec une très grande sévérité, sous peine d'excommunication portée d'avance, à tous et à chacun quel que soit son rang, d'oser réduire en esclavage les Indiens précités, […] ou de les dépouiller de leurs biens. »

Le 2 juin suivant, il récrit au cardinal Juan de Tavera et confirme dans Veritas ipsa le droit de l'homme à la liberté et à la propriété, en prenant la précaution d'inclure dans sa lettre tout autre peuple éventuel existant ou qui viendrait à être découvert . Ces courriers seront immédiatement confirmés par une bulle pontificale du 9 juin 1537 : Sublimis Deus. 
Dans son édition de 1771 une autorité académique reconnue, le 'Dictionnaire universel de Trévoux' (dirigé par les Jésuites), désapprouve également en définissant le mot 'nègre' ainsi: « toutes ces nations malheureuses qui, à la honte du genre humain, entrent dans le nombre de marchandises dont on trafique ».

### DuXVIIesiècleauXIXesiècle

#### XVIIIesiècle
Dans son Compendium Institutionum Civilium, le cardinal Gerdil émet l'avis que l'esclavage est compatible avec le droit naturel, et ne rompt pas l'égalité entre les hommes, l'esclave restant titulaire de droits, comme celui de ne pas être traité cruellement par son maître.

#### Grégoire XVI et Pie IX
Le pape Grégoire XVI, dans la constitution In supremo apostolatus fastigio (1839) dirige l’Église vers l'abolition de l'esclavage.

« Il en a existé, même parmi les fidèles, qui, aveuglés de façon infâme par le désir d'un lucre sordide, n'ont pas hésité à réduire en esclavage dans des contrées écartées et lointaines des Indiens, des Nègres ou d'autres malheureux, ou, en organisant et en développant le trafic de ceux qui ont été capturés par d'autres, à aider ceux-là dans leurs agissements abominables.
Il est vrai que plusieurs pontifes romains de glorieuse mémoire, nos prédécesseurs, n'ont pas omis de blâmer sévèrement dans l'exercice de leur fonction la manière d'agir de ces hommes comme étant préjudiciable à leur salut spirituel et ignominieuse pour le nom chrétien ; ils ont vu clairement qu'il en résulte aussi que les peuples des non-croyants s'en trouvent toujours confirmés davantage dans la haine pour notre vraie religion [...].
C'est pourquoi […], en vertu de l'autorité apostolique, Nous avertissons tous les fidèles chrétiens, de toute condition, et Nous les conjurons instamment dans le Seigneur : que personne désormais n'ait l'audace de tourmenter injustement des Indiens, des Nègres et d'autres hommes de cette sorte, de les dépouiller de leurs biens ou de les réduire en esclavage, ou d'en aider ou d'en soutenir d'autres qui commettent de tels actes à leur égard, ou de pratiquer ce trafic inhumain par lequel des Nègres, qui ont été réduits en esclavage d'une manière ou d'une autre, comme s'ils n'étaient pas des hommes mais de purs et simples animaux, sont achetés, vendus sans aucune distinction en opposition aux commandements de la justice et de l'humanité, et voués quelquefois aux travaux les plus durs. »

Malgré ce ralliement à l'abolitionnisme, une instruction du Saint-Office, pendant le pontificat de Pie IX, déclare en 1866 : « L'esclavage, en lui-même, n'est dans sa nature essentielle pas du tout contraire au droit naturel et divin, et il peut y avoir plusieurs raisons justes d'esclavage. » Il s'agit d'une réponse à propos de la coutume de l'esclavage dans certaines parties de l'Afrique .

#### Léon XIII
L'opposition de l'Église à l'esclavage et au commerce des humains est à nouveau affirmée le 5 mai 1888 par Léon XIII dans In plurimis puis le 20 novembre 1890 dans Catholicæ Ecclesiæ, deux encycliques « sur l'abolition de l'esclavage ». Outre l'opposition à la traite des Noirs, ces encycliques développent l'idée que l'esclavage est en contradiction avec le respect de la dignité de l'être humain.
Adressée à l'Afrique, Catholicæ Ecclesiæ concerne spécifiquement le rôle des missions en Afrique et suggère des actions concrètes comme des collectes de fonds pour l'affranchissement des esclaves africains.
Écrite pour le Brésil, In plurimis argumente sur l'illicéité de l'esclavage. À travers un historique des différentes prises de position des pontifes, assorti de commentaires sur la Bible, Léon XIII transforme en point de doctrine l'opposition de l'Église au commerce des hommes.

### XXesiècleetXXIesiècle

#### Gaudium et Spes(1965)
Élargissement par une synthèse de plusieurs doctrines sur la dignité humaine, et les atteintes aux droits de l'homme.
« Tout ce qui est offense à la dignité de l’homme, comme les conditions de vie sous-humaines, les emprisonnements arbitraires, les déportations, l’esclavage, la prostitution, le commerce des femmes et des jeunes ; ou encore les conditions de travail dégradantes qui réduisent les travailleurs au rang de purs instruments de rapport, sans égard pour leur personnalité libre et responsable : toutes ces pratiques et d’autres analogues sont, en vérité, infâmes. Tandis qu’elles corrompent la civilisation, elles déshonorent ceux qui s’y livrent plus encore que ceux qui les subissent et insultent gravement à l’honneur du Créateur. ».

#### Repentance
L'institution de l'esclavage, particulièrement dans le développement des nouvelles colonies, était profitable à tous, y compris aux institutions d'Église. Lors de sa visite à l'île de Gorée, au Sénégal (22 février 1992), le pape Jean-Paul II prononça des paroles de repentance : 

« Il convient que soit confessé en toute vérité et humilité ce péché de l'homme contre l'homme, ce péché de l'homme contre Dieu.(…) Dans ce sanctuaire africain de la douleur noire, nous implorons le pardon du ciel. Nous prions pour qu'à l'avenir les disciples du Christ se montrent pleinement fidèles à l'observance du commandement de l'amour fraternel légué par leur Maître. Nous prions pour qu'ils ne soient plus jamais oppresseurs de leurs frères, de quelque manière que ce soit. (…) Nous prions pour que disparaisse à jamais le fléau de l'esclavage ainsi que ses séquelles. »

En 2002, l'archevêque d'Accra, Charles G. Palmer-Buckle, demanda pardon au nom des Africains pour la part de responsabilité des Africains dans le commerce des esclaves, et cette demande fut acceptée par l'évêque de Pensacola-Tallahassee John Ricard.